# Breakthrough (álbum)
Breakthrough é o segundo álbum de estúdio da cantora pop americana Colbie Caillat, lançado em 25 de Agosto de 2009. O álbum debutou em na primeira posição da Billboard 200, vendendo cerca de de 106 mil cópias na primeira semana, o que foi seu melhor álbum nas paradas musicais. Ao todo ja vendeu mais de 3 milhões de copias no mundo.
O álbum recebeu criticas geralmente mistas ou médias e obteve uma indicação ao Grammy 2010, na categoria Melhor Álbum Pop.
| Críticas profissionais                                                      | Críticas profissionais |
| Avaliações da crítica                                                       | Avaliações da crítica  |
| Fonte                                                                       | Avaliação              |
| --------------------------------------------------------------------------- | ---------------------- |
| About.com                                                                   | [ 2 ]                  |
| allmusic                                                                    | [ 3 ]                  |
| Billboard                                                                   | (Favorável)            |
| Pop Matters                                                                 | [ 5 ]                  |
| Sputnik Music                                                               | [ 6 ]                  |
| Rolling Stone                                                               | [ 7 ]                  |
| Slant Magazine                                                              | [ 8 ]                  |
| Esta tabela precisa de ser acompanhada por texto em prosa. Consulte o guia. |                        |

## Singles
- "Fallin' for You", o primeiro single do álbum, foi lançada em 30 de junho de 2009 e teve uma ótima performance na Billboard Hot 100 debutando em #12 e ficando dentro do Top 40 por mais de 6 meses. A canção fez parte da trilha sonora internacional da novela Viver a Vida.
- "I Never Told You" é o segundo single oficial do álbum, lançado em 16 de fevereiro de 2010.

## Faixas
| N.º            | Título                   | Compositor(es)                                            | Duração |  |
| 1.             | "I Won't"                | Colbie Caillat, Jason Reeves & Makana Rowan               | 3:47    |  |
| 2.             | "Begin Again"            | Colbie Caillat, Kara DioGuardi & Jason Reeves             | 4:16    |  |
| 3.             | "You Got Me"             | Colbie Caillat & John Shanks                              | 4:02    |  |
| 4.             | "Fallin' For You"        | Colbie Caillat & Rick Nowels                              | 3:37    |  |
| 5.             | "Rainbow"                | Colbie Caillat & Jason Reeves                             | 3:58    |  |
| 6.             | "Droplets"               | Colbie Caillat & Jason Reeves                             | 3:26    |  |
| 7.             | "I Never Told You"       | Colbie Caillat, Kara DioGuardi & Jason Reeves             | 3:55    |  |
| 8.             | "Fearless"               | Colbie Caillat, Kara DioGuardi, Jason Reeves & Mikal Blue | 5:07    |  |
| 9.             | "Runnin' Around"         | Colbie Caillat & Rick Nowels                              | 3:49    |  |
| 10.            | "Break Through"          | Colbie Caillat & Rick Nowels                              | 3:40    |  |
| 11.            | "It Stops Today"         | Colbie Caillat & Jason Reeves                             | 3:49    |  |
| 12.            | "Breakin' at the Cracks" | Colbie Caillat & Jason Reeves                             | 5:43    |  |
| Duração total: | Duração total:           | Duração total:                                            | 38:56   |  |

### Faixas bônus
1. "What I Wanted to Say" (Colbie Caillat, Kara DioGuardi, Jason Reeves & Mikal Blue) - 4:34
2. "Out of My Mind" (Colbie Caillat, Tim Fagan, and Jason Reeves) - 4:40
3. "Don't Hold Me Down" (Colbie Caillat & Rick Nowels) - 3:48
4. "Never Let You Go" (Colbie Caillat & Rick Nowels) - 4:19
5. "Stay With Me" (Colbie Caillat & Stacy Blue) - 4:27
6. "Lucky" (com Jason Mraz) (Jason Mraz, Colbie Caillat, Timothy Fagan) - 3:09

## Desempenho nas paradas musicais
| Parada musical (2010)                     | Melhor posição | Certificação   |
| ----------------------------------------- | -------------- | -------------- |
| Estados Unidos - Billboard 200            | 1              | Platina (RIAA) |
| Nova Zelândia - RIANZ Top 40 Albums Chart | 31             | -              |
| Alemanha - Top 100 Album-Charts           | 9              | -              |
| Suíça - Album Top 100                     | 10             | -              |